# You Don't Understand Me
"You Don't Understand Me" är en sång av den svenska popduon Roxette. Den släpptes 1995, som första nya singel från deras Greatest Hits-album Don't Bore Us, Get to the Chorus! - Roxette's Greatest Hits.
"You Don't Understand Me," skrevs av Per Gessle och Desmond Child, och var första gången som Per Gessle samskrev en Roxette-låt med en icke-svensk låtskrivare.
Roxtette spelade in akustiska versioner av låtarna, "The Look", "Listen to Your Heart", "You Don't Understand Me" och "Help!", I berömda Abbey Road Studios i London. "Help!" är en cover på låten av " Lennon-McCartney", som först spelades in av The Beatles, och släpptes på Roxettes samlingsalbum The Rox Box / Roxette 86-06 2006, medan de andra tre låtarna fans på den brittiska utgåvan av singeln, där "You Don't Understand Me" också fanns på singelskivan "Anyone", släppt 1999.
Singeln nådde topp-10 på listorna i Sverige och Finland. I Storbritannien släpptes singeln 1996, och hamnade utanför topp 40.

## Låtlista
1. "You Don't Understand Me"
2. "Crazy About You"
3. "Harleys & Indians (Riders in the Sky)"

Brittiskt släpp
CD 1
1. "You Don't Understand Me"
2. "The Look" (Abbey Road Acoustic Version)
3. "Listen to Your Heart " (Abbey Road Acoustic Version)
4. "You Don't Understand Me" (Abbey Road Acoustic Version)

CD 2
1. "You Don't Understand Me"
2. "Almost Unreal" (Demo)
3. "Harleys & Indians (Riders in the Sky)"
4. "The Sweet Hello, The Sad Goodbye"

## Listplaceringar
| Lista (1995)            | Topplaceringar |
| ----------------------- | -------------- |
| Svenska singellistan    | 9              |
| UK Top 75               | 42             |
| Tyska singellistan      | 44             |
| Österrikiska Top 40     | 25             |
| Finländska singellistan | 7              |

### Fotnoter
1. ↑  ”Roxette”. Arkiverad från originalet den 24 augusti 2011. https://web.archive.org/web/20110824031633/http://www.roxette.se/discography.php. Läst 22 maj 2011.
2. ↑  ”Swedish singles chart”. swedishcharts.com. Arkiverad från originalet den 20 augusti 2009. https://web.archive.org/web/20090820194100/http://swedishcharts.com/search.asp?search=roxette&cat=s.
3. ↑  ”UK Chart Stats”. chartstats.com. Arkiverad från originalet den 25 maj 2012. https://archive.is/20120525030334/http://www.chartstats.com/artistinfo.php?id=5406.
4. ↑  ”German Album Chart”. charts-surfer. Arkiverad från originalet den 10 maj 2007. https://web.archive.org/web/20070510154326/http://www.charts-surfer.de/musiksearch.php.
5. ↑  ”Austrian Singles Chart”. austriancharts.com. Arkiverad från originalet den 2 november 2012. https://web.archive.org/web/20121102174510/http://austriancharts.at/search.asp?search=Roxette&cat=s. Läst 7 juli 2008.
6. ↑  ”Billboard magazine”. 25 november 1995. s. 75. http://books.google.co.uk/books?id=Pw0EAAAAMBAJ&pg=PA75&dq=roxette+you+don%27t+understand&lr=&as_pt=MAGAZINES&cd=6#v=onepage&q=roxette%20you%20don%27t%20understand&f=false. Läst 8 februari 2010.